# Kirchberg (Berno)
Kirchberg (gsw. Chiupberg) – gmina (niem. Einwohnergemeinde) w Szwajcarii, w kantonie Berno, w regionie administracyjnym Emmental-Oberaargau, w okręgu Emmental.

## Demografia
W Kirchbergu mieszka 5 919 osób. W 2020 roku 15,3% populacji gminy stanowiły osoby urodzone poza Szwajcarią.

## Transport
Przez teren gminy przebiega autostrada A1 oraz drogi główne nr 1 i nr 242.